# Luzowanie (żeglarstwo)

Zmiana kąta trymu foka poprzez luzowanie prawego szota.

Luzowanie – w żeglarstwie działanie mające na celu wydłużenie pracującej części szota, cumy, czy innej liny, bądź łańcucha.
Luzowanie może być dokonywane bezpośrednio poprzez pracę mięśni załogi, pośrednio z wykorzystaniem urządzeń takich jak kabestan, czy bloki lub przy użyciu systemów mechanicznych (np. winda kotwiczna).
Działaniem przeciwnym do luzowania jest wybieranie.

## Komendy
Gdy na jednostce pływającej wyznaczony jest dowodzący, każda operacja luzowania może być poprzedzana komendą. W pierwszej kolejności podawany jest obiekt, którego dotyczy działanie, a następnie hasło "luzuj".

### Przykłady
- Cumy: "Cumę dziobową luzuj!", "Cumę rufową luzuj!", "Dość luzuj cumę dziobową!"
- Szoty: "Lewy foka szot luzuj!", "Bezana szot luzuj!"

## Luzuj a luz
W żeglarstwie często używana jest komenda "Luz!", która bywa mylona z "Luzuj!". Np. w przypadku pracy szotmena foka komenda "Luzuj!" oznaczać będzie takie luzowanie, aby fok pracował optymalnie na danym kursie, podczas gdy komenda "Luz!" oznacza wydanie szota na tyle, żeby przestał on pracować (nie był naprężony).